# الحزب الديني القومي – الصهيونية الدينية
الحزب الديني القومي – الصهيونية الدينية ( (بالعبرية: מפלגה דתית לאומית–הציונות הדתית‏) أو مفدال - الصهيونية الدينية، هو حزب سياسي صهيوني ديني يميني  متطرف في إسرائيل.
تأسس الحزب في أغسطس 2023، عندما اتفق حزبا الحزب الصهيوني الديني والبيت اليهودي على الاندماج. وكان من المتوقع أن يمنح الاندماج الحزب الصهيوني الديني السابق موطئ قدم على مستوى البلديات، بينما سيتمكن البيت اليهودي من ممارسة بعض السلطة بعد عدم حصوله على أي مقاعد في الانتخابات التشريعية الإسرائيلية لعام 2022.

## خلفية
فاز بتسلئيل سموتريتش على أوري آرييل في انتخابات قيادة حزب تكوما في يناير 2019.
بعد مفاوضات صعبة، توصل تكوما، والبيت اليهودي، والقوة اليهودية إلى اتفاق لخوض انتخابات أبريل 2019 تحت اسم اتحاد أحزاب اليمين (الفوز بخمسة مقاعد في الكنيست).
في يونيو 2019، اتهم حزب القوة اليهودية حزب البيت اليهودي بعدم احترام اتفاقه الانتخابي، وترك التحالف. فشل حزب اليمين الجديد (الذي أسسه نفتالي بينيت وأيليت شاكيد بعد انفصاله عن البيت اليهودي في ديسمبر 2018) في اجتياز نسبة الحسم الانتخابية في انتخابات أبريل 2019.
قبل الانتخابات التشريعية الإسرائيلية في سبتمبر 2019، تحالف البيت اليهودي وتكوما (الذي يترشح باسم اليمين المتحد) مع اليمين الجديد،  وأطلقوا على قائمتهم المشتركة اسم يامينا. على الرغم من موافقة القوة اليهودية والبيت اليهودي في البداية على الترشح ضمن قائمة مشتركة تسمى البيت اليهودي الموحد استعدادًا للانتخابات التشريعية الإسرائيلية 2020،  تم إصلاح حزب يمينا، مع استبعاد القوة اليهودية مرة أخرى.
أعاد سموتريش تسمية حزبه من الاتحاد الوطني - تكوما إلى الحزب الصهيوني الديني في 7 يناير 2021  في الشهر التالي، شكل الحزب الصهيوني الديني والقوة اليهودية ونعوم تحالفًا انتخابيًا،  حيث فازت الأحزاب الثلاثة بستة مقاعد في انتخابات 2021 على قائمة مشتركة. تنافست الأحزاب الثلاثة معًا مرة أخرى في انتخابات 2022، حيث فاز الحزب الصهيوني الديني بسبعة مقاعد، وفاز حزب القوة اليهودية بستة مقاعد، واحتفظ نعوم بمقعده الوحيد.
تم انتخاب هاغيت موشيه رئيسة للبيت اليهودي في 19 يناير 2021 من قبل اللجنة المركزية للحزب، لتحل محل الرئيس السابق رافي بيريتس. بعد فشل المفاوضات مع الحزب الصهيوني الديني لانتخابات 2021، أعلنت موشيه أن الحزب لن يترشح للانتخابات، وبدلاً من ذلك دعم يمينا  وسمح لهم باستخدام "ب"، الرمز التقليدي لمفدال والبيت اليهودي.
أنهت شاكيد تحالفها القصير مع يوعاز هيندل (المسمى بالروح الصهيونية) قبل انتخابات 2022،  بسبب عدم رغبة هيندل في العمل مع بنيامين نتنياهو في الحكومة،  وترأس بدلاً من ذلك قائمة يمينا  التي خاضت الانتخابات تحت اسم البيت اليهودي في انتخابات 2022. ولم يتمكن حزب البيت اليهودي من تجاوز نسبة الحسم الانتخابية، وتم استبعاده من الكنيست.
وكانت هناك محادثات جارية بين موشيه وسموتريتش تعود إلى مايو 2023 لمناقشة عمل تحالف لخوض الانتخابات. وصوتت اللجنة المركزية لحزب البيت اليهودي على حل الحزب في 20 أغسطس 2023.

## الانتخابات المحلية
قادت موشيه الرئيسة السابقة لحزب البيت اليهودي، قائمة الحزب في مدينة القدس قبل الانتخابات البلدية الإسرائيلية عام 2024. وكان من المقرر أصلاً إجراء الانتخابات في 30 أكتوبر 2023، ولكن في 23 أكتوبر، قام الكنيست بتأجيل الموعد حتى 30 يناير 2024، بسبب الحرب بين إسرائيل وحماس عام 2023. وتم تأجيل الانتخابات مرة أخرى في 31 ديسمبر إلى 27 فبراير. وفاز الحزب بمقعدين في الانتخابات.

## أعضاء الكنيست
| فترة الكنيست | مقاعد | أعضاء                                                                                      |
| ------------ | ----- | ------------------------------------------------------------------------------------------ |
| 2022–        | 7     | أوفير صوفر، أوريت ستروك، سيمحا روثمان، ميخال فالديغر، أوهاد طال، موشيه سولومون، تسفي سوكوت |